# Salariopsis economidisi
Salaria economidisi (Kottelat, 2004) è un pesce osseo d'acqua dolce appartenente alla famiglia Blenniidae.

## Distribuzione ed habitat
Endemica delle acque dolci del Lago Trichonis nella Grecia occidentale. Vive lungo le rive del lago, in acque profonde non più di 2 metri, ricche di vegetazione e di pietre.

## Caratteristiche fisiche
L'aspetto di questa specie è molto simile a quello di Salariopsis fluviatilis, diffusa nelle acque dolci di tutta l'europa mediterranea, Italia compresa. Se ne distingue per i seguenti caratteri:
- la taglia è molto minore (6,5 cm massimo in S. economidisi, fino a 13 cm in S. fluviatilis)
- il tentacolo sopraoculare ha una sola punta (fino a 3 in S. fluviatilis)
- La testa è più grande (29-33% della lunghezza totale in S. economidisi, 25-31% in S. fluviatilis)
- Sulle guance decorrono obliquamente verso il basso e indietro da 3 a 5 linee composte di punti scuri ben definiti e abbastanza grandi. Tra le ultime due file di punti in basso e in alto il colore di fondo è grigiastro mentre è più chiaro fra le file di punti centrali. In S. fluviatilis esiste un'unica ampia fascia composta da piccolissimi punti scuri disposti solo grossolanamente in linea. L'alternanza tra la colorazione grigia e chiara è meno regolare e i limiti delle fasce grigiastre non sono bordati da punti scuri[2].

## Biologia
Territoriale.

### Riproduzione
Avviene in primavera. Le uova si schiudono dopo circa 7 giorni e gli avannotti fanno vita pelagica fino alla lunghezza di 1,5 cm.

### Alimentazione
Si nutre di insetti e crostacei.

## Stato di conservazione
La IUCN classifica questa specie come in pericolo critico di estinzione. È minacciata dall'abbassamento del livello delle acque del lago dovuto all'eccessivo prelievo idrico, che distrugge le zone ad acque poco profonde in cui la specie si riproduce e dell'inquinamento idrico soprattutto da scarichi urbani.